# Skandor Akbar
Jimmy Saied Wehba, meglio conosciuto con il ring name di Skandor Akbar (Vernon, 29 settembre 1934 – Garland, 19 agosto 2010), è stato un wrestler e manager di wrestling statunitense.

## Carriera

### Wrestler

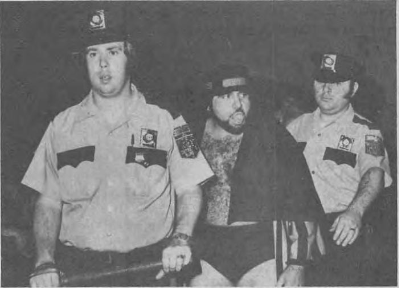
Skandor Akbar scortato dalla sicurezza (1982)

Akbar esordì come lottatore nel 1963 con il ring name "Jimmy Wehba". Cambiò nome in "Skandor Akbar" (Alessandro il grande) dietro suggerimento di Fritz Von Erich nel 1966 per sembrare "più arabo". Lottò in coppia con Danny Hodge per qualche periodo prima di tradirlo, e cominciare un feud con lui. Poi andò a lottare nella World Wide Wrestling Federation alla fine degli anni settanta, dove il suo manager era Freddie Blassie.

### Manager
Akbar si ritirò dal ring nel 1977 per diventare un manager heel in Texas. Formò la sua propria fazione detta "Akbars Army" nella Mid-South Wrestling di Bill Watts, e poi la stable "Devastation Inc." nella World Class Championship Wrestling di Fritz Von Erich. Nel 1991 apparve nella World Wrestling Council di Porto Rico. Akbar fumava sigari a bordo ring, insultava i fan e occasionalmente gettava palle di fuoco in faccia agli avversari dei suoi clienti.
Nel 1994 Akbar divenne il manager di Kevin Von Erich per breve tempo, interpretando i panni del manager face nella Global Wrestling Federation. Comunque, alla fine tradì Von Erich solo dopo poche settimane tornando all'attitudine heel. Sempre nella Global, Akbar fece da manager anche a Toni Adams.

### Ritiro
Dopo il suo semi-ritiro, Akbar fece ancora frequenti apparizioni in federazioni regionali facenti parte del circuito indipendente, occupandosi in contemporanea anche dell'allenamento di giovani talenti. Egli apparve in entrambi i documentari Heroes of World Class e Triumph and Tragedies of World Class, usciti rispettivamente nel 2005 e nel 2007.
Dal 2008 al 2010 lavorò come manager nella Wrecking Ball Wrestling di Dallas, Texas.

## Vita privata
Anche se di nazionalità statunitense, dato il suo aspetto "esotico", Wehba spesso veniva presentato come originario di Libano, Siria o Arabia Saudita. In realtà era suo padre ad essere libanese, mentre la madre, Mary, era di origini arabe anche se nata in Texas. Con due sorelle maggiori, era il più giovane della famiglia. Il 19 agosto 2010 venne diffusa la notizia della morte di Wehba a causa di un cancro alla prostata, all'età di 75 anni. Era di religione cattolica.

## Personaggio
Mossa finale
- Camel Clutch

Wrestler assistiti
| - Abdullah the Butcher - Ahmed Johnson - Al Perez - Big Bubba Rogers - Bill Irwin - Black Bart - Brickhouse Brown - Buddy Landel - Butch Reed - Cactus Jack Manson - Chico Torrez - Choy Sun - Chris Youngblood - Dan Spivey | - Dick Murdoch - "Dr. Death" Steve Williams - Eli the Eliminator - Eric Embry - Kamala - The Missing Link - Gary Young - Goldust - The Great Kabuki - Greg Valentine - Hercules Hernandez - Iceman Parsons - Jesse Barr - Johnny Hawk - John Tatum | - Kendo Nagasaki - Kevin Von Erich - Killer Khan - Killer Tim Brooks - King Kong Bundy - Leroy Brown - Manny Fernandez - Mean Mark Callous - Mark Lewin - Mike Davis - The Mongol - Moadib - Nord the Barbarian - One Man Gang - The Punisher | - Scott Irwin - Steve Austin - Super Black Ninja - Ted DiBiase - The Terminator - Toni Adams - The Masked Medics - Big Buddah/Head Hunter 3 - Venom of Death - The Lord Sean McBain - Stone Pimp - Savannah Jack - Michael Hernandez |

## Titoli e riconoscimenti
- Cauliflower Alley Club
  - Gulf Coast/CAC Honoree (2006)
- Mid-South Sports
  - NWA Georgia Tag Team Championship (1) con Ox Baker
  - NWA Macon Tag Team Championship (2) - con Buddy Colt (1) e Rocket Monroe (1)
- Southern Wrestling Hall of Fame
  - Classe del 2011
- NWA Tri-State
  - NWA Tri-State North American Heavyweight Championship (1)
  - NWA United States Tag Team Championship (Tri-State version) (2) - con Danny Hodge
- World Championship Wrestling (Australia)
  - NWA Austra-Asian Heavyweight Championship (1)
  - NWA Austra-Asian Tag Team Championship (1) - con George Gouliovas
- Wrecking Ball Wrestling
  - Manager of the Year (2009–2010)[6]